# Чеваксино
Чеваксино — деревня в Кирилловском районе Вологодской области на реке Сусла.
Входит в состав Николоторжского сельского поселения, с точки зрения административно-территориального деления — в Волокославинский сельсовет.
Расстояние до районного центра Кириллова по автодороге — 52,5 км, до центра муниципального образования Никольского Торжка по прямой — 20 км. Ближайшие населённые пункты — Истоминская, Коковановская, Клеменево.
По переписи 2002 года население — 2 человека.